# Kaishū Sano
Kaishū Sano (japanisch 佐野 海舟 Sano Kaishū; * 30. Dezember 2000 in Tsuyama) ist ein japanischer Fußballspieler.

## Karriere
Sano erlernte das Fußballspielen in der Schulmannschaft der Yonago Kita High School. Seinen ersten Vertrag unterschrieb er 2019 bei FC Machida Zelvia. Der Verein spielte in der zweithöchsten Liga des Landes, der J2 League. Nach 116 Zweitligaspielen wechselte er im Januar 2023 zum Erstligisten Kashima Antlers. Am 3. Juli 2024 unterzeichnete er einen Vertrag beim deutschen Erstligisten 1. FSV Mainz 05.

## Persönliches
Kaishū Sano ist der Bruder von Kōdai Sano.
Am 14. Juli 2024 geriet er in Japan wegen des Verdachts eines sexuellen Übergriffs in Untersuchungshaft.
Am 5. Juni 2025 wurde er für die japanische Nationalmannschaft für die dritte Runde der asiatischen Qualifikation zur FIFA-Weltmeisterschaft 2026 nominiert, die am 10. Juni stattfinden soll – damit kehrt er in den Kader zurück.
Auf einer Pressekonferenz erklärte Cheftrainer Hajime Moriyasu: „Ich habe ihn die ganze Zeit über beobachtet, und nachdem ich persönlich Kontakt zu ihm aufgenommen habe, hatte ich das starke Gefühl, dass er aufrichtig Reue zeigt.“ Er fuhr fort: „Wenn wir jedes Teammitglied als Teil einer Familie betrachten, habe ich mich als Trainer gefragt – einem einzelnen Spieler gegenüberstehend –, ob wir jemanden wegen eines Fehlers einfach aus der Gesellschaft oder der Fußballwelt ausschließen sollten. Ich habe beschlossen, dass es besser ist, ihm als Familie einen Weg zurück zu ermöglichen.“ Auch Sano hielt am 28. eine Pressekonferenz ab, bei der er sich in eigenen Worten direkt entschuldigte.